# Spineda
Spineda är en ort och kommun i provinsen Cremona i regionen Lombardiet i Italien. Kommunen hade 611 invånare (2018).